# Coupe d'Europe des nations de rugby à XIII 1950-1951
Navigation
Édition précédente Édition suivante
La Coupe d'Europe des nations de rugby à XIII 1951 est la onzième édition de la Coupe d'Europe des nations de rugby à XIII, elle se déroule du 14 octobre 1950 au 15 avril 1951, et oppose l'Angleterre, la France, Autres Nationalités et le Pays de Galles. Ces quatre nations composent le premier niveau européen.
La France remporte son troisième titre européen après l'édition 1939 et 1949.

## Villes et stades
| Wigan (Angleterre)         | Swansea (Pays de Galles)                        | Bordeaux (France)          | Abertillery (Pays de Galles)   | Marseille (France)            | Leeds (Angleterre)       |
| -------------------------- | ----------------------------------------------- | -------------------------- | ------------------------------ | ----------------------------- | ------------------------ |
| Central Park 18 000 places | St Helens Rugby and Cricket Ground 4 500 places | Parc Lescure 25 000 places | Abertillery Park 15 250 places | Stade Vélodrome 35 000 places | Headingley 18 350 places |
| Central Park, Wigan        | St Helens Rugby Ground, Swansea                 | Parc Lescure, Bordeaux     |                                | Stade Vélodrome, Marseille    | Headingley, Leeds        |

## Les équipes

### France
| Nom                | Âge | Matchs (Ptsmarqués) pendant l'éditon | Club               |
| ------------------ | --- | ------------------------------------ | ------------------ |
| André Béraud       | 27  | 3 (3)                                | Marseille          |
| Élie Brousse       | 29  | 3 (0)                                | Lyon               |
| Germain Calbète    | 32  | 1 (0)                                | Carcassonne        |
| Gaston Calixte     | 27  | 1 (0)                                | Villeneuve-sur-Lot |
| Vincent Cantoni    | 23  | 2 (0)                                | Toulouse           |
| Irénée Carrère     | 26  | 1 (0)                                | XIII Catalan       |
| Raymond Contrastin | 25  | 3 (0)                                | Bordeaux           |
| Joseph Crespo      | 25  | 3 (3)                                | Lyon               |
| Jean Dop           | 26  | 1 (0)                                | Marseille          |
| René Duffort       | 27  | 2 (0)                                | Lyon               |
| Charles Galaup     | 21  | 3 (3)                                | Albi               |
| Odé Lepes          | 26  | 1 (0)                                | Bordeaux           |
| Michel Lopez       | 29  | 1 (2)                                | Cavaillon          |
| Martin Martin      | 27  | 3 (0)                                | Carcassonne        |
| Louis Mazon        | 29  | 2 (0)                                | Carcassonne        |
| Jacques Merquey    | 21  | 1 (0)                                | Marseille          |
| Raoul Pérez        | 27  | 2 (9)                                | Marseille          |
| Édouard Ponsinet   | 26  | 2 (3)                                | Carcassonne        |
| Puig-Aubert        | 25  | 3 (30)                               | Carcassonne        |
| François Rinaldi   | 26  | 1 (0)                                | Marseille          |
| Yves Treilhes      | 22  | 1 (0)                                | Villeneuve-sur-Lot |

## Classement
| Groupe |                     |   |   |   |   |    |    |     |
|        | Équipe              | J | V | N | D | PP | PC | Pts |
| 1      | France              | 3 | 2 | 0 | 1 | 53 | 30 | 4   |
| 2      | Autres Nationalités | 3 | 2 | 0 | 1 | 65 | 47 | 4   |
| 3      | Angleterre          | 3 | 2 | 0 | 1 | 46 | 48 | 4   |
| 4      | Pays de Galles      | 3 | 0 | 0 | 3 | 38 | 77 | 0   |

| 14 octobre 1950  | Pays de Galles | 4 - 22  | Angleterre          | Abertillery Park, Abertillery   |
| 11 novembre 1950 | Angleterre     | 14 - 9  | France              | Headingley, Leeds               |
| 10 décembre 1950 | France         | 16 - 3  | Autres Nationalités | Parc Lescure, Bordeaux          |
| 31 mars 1951     | Pays de Galles | 21 - 27 | Autres Nationalités | St Helens Rugby Ground, Swansea |
| 11 avril 1951    | Angleterre     | 10 - 35 | Autres Nationalités | Central Park, Wigan             |
| 15 avril 1951    | France         | 28 - 13 | Pays de Galles      | Stade Vélodrome, Marseille      |

### Angleterre - France
(mt : 4 - 9)
Points marqués :
- Angleterre : 2 essais de Broome (2) ; 4 buts d'E. Ward (4).
- France : 1 essai de André Béraud ; 2 buts de Puig-Aubert ; 1 drop de Puig-Aubert.

Évolution du score : ?
Arbitre : M. Albert Dobson (Angleterre)
Spectateurs : 22 000
Compositions des équipes
- Angleterre : Ernest Ward (c) - Jack Hilton, Jack Broome, Ernie Ashcroft, Tom Danby - Jack Cunliffe (o), Alf Burnell (m) - Ken Gee, Joe Egan, Alan Prescott, Bob Ryan, Bernard Poole, Harry Street - Entraîneur :
- France : Puig-Aubert (c) - Vincent Cantoni, René Duffort, Joseph Crespo, Raymond Contrastin - Charles Galaup (o), Jean Dop (m) - Louis Mazon, Martin Martin, André Béraud, Élie Brousse, Édouard Ponsinet, Raoul Pérez - Entraîneur : Jean Duhau

### France - Autres Nationalités
(mt : 7 - 0)
Points marqués :
- France : 2 essais de Crespo (17e) et Mazon (?) ; 1 transformation de Puig-Aubert (17e) ; 3 pénalitésde Puig-Aubert (7e, 61e et 76e) ; 1 drop de Puig-Aubert.
- Autres Nationalités : 1 essai de Bevan (41e).

Évolution du score : ?
Arbitre : M. Vacher (Lyon)
Spectateurs : 27 000
Compositions des équipes
- France : Puig-Aubert (c) - Vincent Cantoni, Yves Treilhes, Joseph Crespo, Raymond Contrastin - Charles Galaup (o), René Duffort (m) - Louis Mazon, Martin Martin, André Béraud, Élie Brousse, Gaston Calixte - Entraîneur  : Jean Duhau
- Pays de Galles : Bert Cook - Brian Bevan, Robert Bartlett, J Clark, Lionel Cooper - Cecil Mountford (o)(c), Dennis Jackson (m) - Bob McMaster, Henry Bath, John Daly, Arthur Clues, Rupert Mudge, Dave Valentine - Entraîneur  :

### France - Pays de Galles
(mt : 12 - 2)
Points marqués :
- France : 4 essais de Perez (3) et Galaup (1) ; 7 buts de Puig-Aubert ; 1 drop de Lopez.
- Pays de Galles: 3 essais de Cook, Gullick et Williams ; 1 but d'Evans ; 1 drop d'Evans.

Évolution du score : ?
Arbitre : M. Rene Guidicelli (France)
Spectateurs : 16 860
Compositions des équipes
- France : Puig-Aubert (c) - Odé Lepes, Jacques Merquey, Joseph Crespo, Raymond Contrastin - Charles Galaup (o), Irénée Carrère (m) - François Rinaldi, Martin Martin, André Béraud, Élie Brousse, Michel Lopez, Raoul Pérez - Entraîneur  : Jean Duhau
- Pays de Galles : Jack Evans - Les Williams, Don Gullick, Viv Harrison, Terry Cook - Len Constance (o), Billy Banks (m) - Tom Danter, Frank Osmond, George Parsons, Ray Cale, Bryn Goldswain (c), Granville James - Entraîneur  :